# Joyce Barclay
Joyce Barclay (Dundee, 22 juli 1944) is een tennisspeelster uit Schotland.
Zij kwam negenmaal uit voor het Verenigd Koninkrijk op de Fed Cup, tussen 1969 en 1973 – zij vergaarde daar een winst/verlies-balans van 6–5.
Viermaal vertegenwoordigde zij het VK op de Wightman Cup, in 1967 en 1970–1972.
Na haar actieve tenniscarrière werd zij tenniscoach van o.a. Sue Barker, en ging zij voor de BBC-radio commentaar verzorgen.

## Persoonlijk
Haar geboortenaam is Joyce Stewart Barclay.
Barclay had door meerdere huwelijken verschillende achternamen waaronder ze bekend was, onder andere Joyce Williams, Joyce Hume en Joyce Bennett.

## Palmares

### WTA-finaleplaatsen enkelspel
| nr.              | finale     | toernooi       | ondergrond | tegenstandster     | score         | ref   |
| ---------------- | ---------- | -------------- | ---------- | ------------------ | ------------- | ----- |
| gewonnen finales |            |                |            |                    |               |       |
| 1.               | 1972-06-03 | WTA Surbiton   | gras       | Patti Hogan        | 6-4, 6-3      | [ 5 ] |
| verloren finales |            |                |            |                    |               |       |
| 1.               | 1970-06-06 | WTA Chichester | gras       | Ann Haydon-Jones   | 4-6, 4-6      | [ 6 ] |
| 2.               | 1971-05-01 | WTA Sutton     | gravel     | Evonne Goolagong   | 5-7, 6-2, 3-6 | [ 7 ] |
| 3.               | 1971-05-29 | WTA Surbiton   | gras       | Judy Tegart-Dalton | 8-9, 2-6      | [ 8 ] |
| 4.               | 1972-05-20 | WTA Guildford  | gravel     | Evonne Goolagong   | 5-7, 2-6      | [ 9 ] |

## Resultaten grandslamtoernooien
| Legenda | Legenda                          |
| ------- | -------------------------------- |
| g.t.    | geen toernooi gehouden           |
| l.c.    | lagere categorie                 |
| –       | niet deelgenomen                 |
| G       | uitgeschakeld in de groepsfase   |
| 1R      | uitgeschakeld in de eerste ronde |
| 2R      | uitgeschakeld in de tweede ronde |
| 3R      | uitgeschakeld in de derde ronde  |
| 4R      | uitgeschakeld in de vierde ronde |
| KF      | uitgeschakeld in de kwartfinale  |
| HF      | uitgeschakeld in de halve finale |
| F       | de finale verloren               |
| W       | het toernooi gewonnen            |
| w-v     | winst/verlies-balans             |

### Enkelspel
| toernooi        | 1961 |    | 1963 | 1964 | 1965 | 1966 | 1967 | 1968 | 1969 | 1970 | 1971 | 1972 | 1973 | 1974 | 1975 |
| --------------- | ---- | -- | ---- | ---- | ---- | ---- | ---- | ---- | ---- | ---- | ---- | ---- | ---- | ---- | ---- |
| Australian Open | –    | –  | –    | –    | –    | –    | –    | –    | –    | –    | –    | –    | –    | –    |      |
| Roland Garros   | –    | 3R | 2R   | 1R   | –    | 1R   | –    | –    | –    | –    | –    | –    | –    | –    |      |
| Wimbledon       | 1R   | 2R | 1R   | 4R   | 2R   | 2R   | 4R   | 2R   | 2R   | 1R   | 2R   | 3R   | 2R   | 1R   |      |
| US Open         | –    | 4R | –    | –    | –    | 2R   | 2R   | 2R   | –    | KF   | –    | –    | –    | –    |      |

### Vrouwendubbelspel
| toernooi        | 1961 |    | 1963 | 1964 | 1965 | 1966 | 1967 | 1968 | 1969 | 1970 | 1971 | 1972 | 1973 | 1974 | 1975 | 1976 |
| --------------- | ---- | -- | ---- | ---- | ---- | ---- | ---- | ---- | ---- | ---- | ---- | ---- | ---- | ---- | ---- | ---- |
| Australian Open | –    | –  | –    | –    | –    | –    | –    | –    | –    | –    | –    | –    | –    | –    | –    |      |
| Roland Garros   | –    | 1R | 2R   | 3R   | –    | –    | –    | –    | –    | –    | –    | –    | –    | –    | –    |      |
| Wimbledon       | 1R   | 1R | 1R   | 2R   | KF   | 3R   | KF   | 3R   | 3R   | KF   | HF   | KF   | 2R   | 3R   | KF   |      |
| US Open         | –    | –  | –    | –    | –    | HF   | HF   | KF   | –    | KF   | –    | –    | –    | –    | –    |      |

### Gemengd dubbelspel
| Australian Open | –  | –  | –  | –  | –  | –  | –  | –  | g.t. | g.t. | g.t. | g.t. | g.t. | g.t. |
| Roland Garros   | –  | 1R | 2R | 1R | –  | –  | –  | –  | –    | –    | –    | –    | –    | –    |
| Wimbledon       | 2R | 2R | 3R | 3R | 3R | 2R | 1R | 2R | 2R   | 2R   | 4R   | 3R   | 3R   | KF   |
| US Open         | –  | –  | –  | –  | –  | 1R | –  | 3R | –    | 3R   | –    | –    | –    | –    |